# San Andrés Huaxpaltepec
San Andrés Huaxpaltepec là một đô thị thuộc bang Oaxaca, México. Năm 2005, dân số của đô thị này là 5756 người.